# Ayaka Hirahara
Ayaka Hirahara (平原綾香?, Hirahara Ayaka; Tokyo, 9 maggio 1984) è una cantante pop giapponese sotto contratto con l'etichetta discografica Dreamusic.
Figlia del sassofonista Makoto Hirahara e sorella minore della cantante Aika Hirahara, Ayaka Hirahara è stata esposta fin da bambina alla musica.
All'età di sei anni entra a far parte del Corpo di Ballo Matsuyama nella quale resterà fino all'età di 11 anni, e poi comincia ad imparare all'età di 13 anni il sassofono che avrebbe poi continuato a studiare al Senzoku Gakuen High School. Attualmente studia alla Facoltà di Jazz al Senzoku Gakuen College of Music.
Il suo primo singolo, "Jupiter", è stato pubblicato in Giappone nel dicembre del 2003, e concorse al titolo di singolo più venduto del 2004. La melodia della canzone è basata su un tema tratto dal quarto movimento della suite di Gustav Holst i pianeti. Nel 2006 ha scritto e cantato "Reset" per il tema finale di Ōkami, gioco per PlayStation 2;
ha quindi in seguito presentato al pubblico giapponese il suo album そら, Sorà.